# Léguillac-de-l'Auche
Léguillac-de-l'Auche é uma comuna francesa na região administrativa da Nova Aquitânia, no departamento Dordonha. Estende-se por uma área de 14,43 km². Em 2010 a comuna tinha 1 004 habitantes (densidade: 69,6 hab./km²).